# Бактиярулы, Мурат
Мурат Бактиярулы (каз. Мұрат Бақтиярұлы; род. 17 июня 1958, село Байгекум, Чиилийский район, Кызылординской области, Казахская ССР) — казахстанский политический и государственный деятель. Депутат Сената Парламента Республики Казахстан (2011—2023).

## Биография
С 1975 по 1977 годы служил в воинских частях Советской Армии в Венгрии. В 1979 году в своем ауле начал трудовую деятельность в качестве простого работника.
В 1986  году с отличием окончил факультет истории Казахского государственного университета имени С. М. Кирова, в 1999 году — Московский международный университет бизнеса и информационных технологий по специальности экономист, в 2001 году — Казахская государственная юридическая академия по специальности юрист.
С 1986 по 1994 годы — преподаватель истории, старший преподаватель, заведующий кафедрой политологии и социологии Кзыл-Ординского педагогического института.
С 1988 по 1991 годы — учился в аспирантуре Казахского государственного педагогического института имени Абая, защитил кандидатскую диссертацию по истории.
С 1994 по 1998 годы — декан факультета истории и права Кызылординского государственного университета.
С 1998 по 2001 годы — директор Кызылординского филиала Казахской государственной юридической академии.
В 1999 году стал доктором педагогических наук, тема диссертации: «Формирование основных приоритетов внешней политики Казахстана».
В 2001—2002 годах — проректор по региональному обучению Казахского государственного юридического университета.
В 2002—2008 годах — директор Кызылординского гуманитарного юридического колледжа, директор Кызылординского отделения Казахского государственного юридического университета.
С мая 2008 года по сентябрь 2011 года — заместитель акима Кызылординской области.
С августа 2011 года по январь 2023 года — депутат сената парламента Республики Казахстан от Кызылординской области, член комитета по аграрным вопросам, природопользованию и развитию сельских территорий (с 2014 года), комитета по социально-культурному развитию и науке (с 2017 года). С сентября 2019 года — председатель комитета по социально-культурному развитию и науке.

## Награды
- Орден «Курмет» (декабрь 2012 года);[4]
- Орден «Парасат» (2019);[5]
- Медаль «За трудовое отличие» (Казахстан);
- Медаль «10 лет независимости Республики Казахстан» (2001);
- Медаль «10 лет Конституции Республики Казахстан» (2005);
- Медаль «20 лет независимости Республики Казахстан» (2011);
- Медаль «25 лет независимости Республики Казахстан» (2016);
- Медаль «За укрепление парламентского сотрудничества» МПА СНГ (2016, 2017)[6][7]
- Медаль «25 лет Конституции Республики Казахстан» (2020);
- Нагрудный знак «Отличник образования Республики Казахстан»;
- Нагрудный знак «Ыбырай Алтынсарин»;
- звания «Почётный гражданин Кызылординской области» (8 декабря 2021 года);[8];
- Медаль «За укрепление парламентского сотрудничества» (13 октября 2017 года, Межпарламентская ассамблея СНГ) — за особый вклад в развитие парламентаризма, укрепление демократии, обеспечение прав и свобод граждан в государствах — участниках Содружества Независимых Государств[9];
- Медаль «МПА СНГ. 25 лет» (27 марта 2017 года, Межпарламентская ассамблея СНГ) — за заслуги в деле развития и укрепления парламентаризма, за вклад в развитие и совершенствование правовых основ функционирования Содружества Независимых Государств, укрепление международных связей и межпарламентского сотрудничества[10];
- Почётная грамота Совета МПА СНГ (24 ноября 2016 года, Межпарламентская ассамблея СНГ) — за активное участие в деятельности Межпарламентской Ассамблеи и её органов, вклад в укрепление дружбы между народами государств — участников Содружества Независимых Государств[11].